# Bundeshandelsakademie und Bundeshandelsschule Gänserndorf
Die Bundeshandelsakademie und Bundeshandelsschule Gänserndorf ist eine Handelsakademie und Handelsschule in der Stadt Gänserndorf in Niederösterreich.

## Geschichte
Die Handelsschule wurde 1959 und die Handelsakademie 1972 als Schulen der Wiener Kaufmannschaft gegründet. 1975 zog die Schule, die bisher immer behelfsmäßig untergebracht war, in ein eigens errichtetes Gebäude, das 1982 erweitert und 2003 neuerlich adaptiert wurde. Nach der Übernahme durch den Bund im Jahr 1991 erhielt die Schule ihren heutigen Namen.

## Zugang
Gemeinsam mit der Neuen Mittelschule in Gänserndorf wird das „NÖ Schulmodell“ angeboten, mit dem die neue Mittelschule die Vorteile der Hauptschule mit den Chancen des Gymnasiums verbindet.

## Schwerpunkte
Im Rahmen der Schulautonomie bietet die Handelsakademie vier Ausbildungsschwerpunkte.
- Informations- und Kommunikationstechnologie – E-Business
- Kommunikationsmanagement und Marketing
- Management, Controlling und Accounting
- Management für Kulturtourismus

## Leitung
- 1959–1962 Karl Trimmel[3]
- 1962 Gertrude Pölzl (provisorisch, März–Mai)
- 1962–1967 Franz Marboe
- 1967–1968 Gertrude Pölzl (provisorisch)
- 1968–1980 Rudolf Gröger
- 1980–1981 Gertrude Pölzl (provisorisch)
- 1981–2005 Helene Sebök
- 2005–2020 Gerhard Antl
- seit 2020 Christoph Jank[1]